# Medallística
La medallística es una forma de exonumia, una rama de la numismática, y por lo tanto una ciencia auxiliar de la Historia, que se ocupa del estudio de las medallas y medallones.
La medallística clasifica las medallas según el fin por el que fueron creadas:
- medallas honoríficas o condecoraciones;
- medallas de jubileo o conmemorativas;
- medallas de identificación.

La técnica medallística ha ido evolucionando al compás que la sociedad, desde el Imperio Romano, haciendo distinción entre sus medallones y las “donas” (mucho más pequeñas que se arrojaban al pueblo), pasando por una época importante para este objeto, la era del Renacimiento Italiano, haciendo de la medalla un objeto metálico más conmemorativo y, por supuesto, dando más importancia a la técnica de su creación. De forma que, alcanzaba la categoría de arte igualable a la pintura y a la escultura.

## Inicios de la medallística en España
Fernando Gimeno Rúa, historiador de numismática, defendía que la fecha de iniciación de la medallística en España data del año 1951, como resultado de la Exposición Internacional de Madrid. En esta época, la medallística española figuraba en primera línea, "junto a los países con más rancia y elevada alcurnia medallística".

## Medallística en la Guerra Civil
En Argentina, existen hasta 8 tipos de medallas que fueron acuñadas en el periodo de la guerra civil española en la República Argentina. En seis de ellas se menciona al General Miaja, en otra al Dr. Negrín y en la restante a los generales Franco y Aranda, por lo tanto vemos que la mayoría son de apoyo a la causa de la República y una sola a los sublevados.
De esas seis que suponemos acuñadas entre 1937 y comienzos de 1939, cinco traen el retrato del General Miaja y la leyenda “yo ayudé a la república” o “ayudad a España”. La restante conmemora la captura por las tropas franquistas de Asturias.

## Medallística actual en España
La colección numismática, que abarca desde el siglo VI a. C. hasta el siglo XXI, es la mejor de España en este ámbito y una de las más destacadas a nivel mundial.
Además de monedas, incluye objetos monetiformes o relacionados con el dinero de todas las épocas, su manejo y su fabricación –medallas, fichas, balanzas, pesas dinerales y comerciales, matrices, cuños-, así como piezas vinculadas formal, técnica o históricamente con la moneda, como entalles, camafeos, sellos y matrices sigilares.
Está formada por cerca de 300.000 ejemplares y en ella destaca la serie de moneda hispánica, la más importante del mundo.

## Diferencias con la falerística
La medallística está íntimamente relacionada con la falerística, otra ciencia auxiliar de la Historia que se ocupa del estudio de las condecoraciones. La diferencia radica en que «condecoraciones» incluye a las medallas en tanto funcionen como la insignia de honor de alguien. La medallística estudia todas las medallas, que son piezas metálicas ostensibles sin valor fiduciario, independientemente de si son o no insignias de honor de alguien (condecoraciones).
| |
| La Medalla por el Rescate de Personas Ahogadas que otorgaba el gobierno soviético es una condecoración y una medalla a la vez. Estudiable para la medallística. |

| |
| Esta medalla de la Virgen María es una medalla pero no una condecoración. Estudiable para la medallística. |

Un ejemplo de una condecoración que no es medalla (y por lo tanto no estudiable para la medallística) es el título Héroe Nacional otorgado por el gobierno de la República Argentina a sus combatientes fallecidos durante la Guerra de Malvinas.

## Proyectos e investigaciones
Existen diversos proyectos relacionados con la medallística y su estudio. Entre uno de los tantos proyectos existentes, el Museo Arqueológico Nacional, y, concretamente, el Departamento de Numismática y Medallística, desarrolla programas de estudio e investigación de las colecciones numismáticas para interpretarlas en su contexto histórico, en un marco temporal que abarca desde el siglo VI a. C. hasta nuestros días. Estas colecciones son especialmente relevantes para la comprensión de la moneda y del dinero, así como para el estudio de la economía, sociedad, política y arte de diversas culturas y períodos. Aunque su campo de estudio está orientado a la Historia Monetaria, también abarca otras disciplinas próximas en concepto o formato, como la Medallística, la Sigilografía o la Glíptica.
La Real Casa de la Moneda también pone un gran énfasis en la medallística como ámbito de expresión artística y con un reconocido prestigio.